# ブルガリア内務省国家国境警察庁
ブルガリア国家国境警察庁（ブルガリアこっかこっきょうけいさつちょう、Национална служба "Гранична полиция"、略称：НСГП）は、ブルガリア共和国の国境警備隊、沿岸警備隊を管掌する機関。内務省に所属する。通称、国境警察（グラニチナ・ポリツィヤ）ともいう。
共産政権時代は、国境軍（Гранични войски）という軍事組織であったが、1997年、警察組織に改編された。

## 機構
- 国境警察局
- パザルジク特殊警察訓練センター
- 空港国境検問所地域国境区
- ヴィディン地域国境区
- ドラゴマン地域国境区
- キュステンディル地域国境区
- ペトリチ地域国境区
- スモリャン地域国境区
- エルホヴォ地域国境区
- ブルガス地域国境区
- ルセ地域国境区